# والتر بريسكوت ويب
والتر بريسكوت ويب (بالإنجليزية: Walter Prescott Webb)‏ هو مؤرخ أمريكي، ولد في 3 أبريل 1888 في مقاطعة بانولا في الولايات المتحدة، وتوفي في 8 مارس 1963 في تكساس في الولايات المتحدة.